# 烏克蘭國家警察
乌克兰国家警察（烏克蘭語：Національна поліція України，羅馬化：Natsionalna politsiia Ukrainy，發音：[nɐt͡s⁽ʲ⁾ioˈnɑlʲnɐ poˈl⁽ʲ⁾it͡s⁽ʲ⁾ijɐ ʊkrɐˈjinɪ]，縮寫：НПУ / NPU）是乌克兰唯一的警察部门，成立于2015年7月3日，以取代在廣場起義和尊嚴革命中暴力鎮壓的民警，是時任总统彼得·波罗申科发起的后广场起义改革的一部分，2015年11月7日，民警正式被廢除，當局所有單位全部轉由國家警察管理。
该部門由烏克蘭内务部監管。